# Abdullah bin Abdul Aziz
Abdullah bin Abdulaziz Al Saud (arabiska: عبد الله بن عبد العزيز آل سعود, ‘Abd Allāh ibn ‘Abd al-‘Azīz Āl Sa‘ūd), född 1 augusti 1924 i Riyadh, död 23 januari 2015 i Riyadh, var kung av Saudiarabien och Beskyddare av de två heliga moskéerna från 2005 till sin död 2015. Han kröntes den 1 augusti 2005 efter sin halvbroder kung Fahds död. Enligt Forbes var Abdullah 2013 bland de mäktigaste personerna i världen, och rankades på 8:e plats globalt.
Abdullah, liksom sin föregångare Fahd, var en av många söner till Ibn Saud, grundaren av dagens Saudiarabien. Abdullah höll framstående politiska poster genom större delen av sitt vuxna liv. Han blev 1961 borgmästare av Mecka. Året efter, 1962, utsågs han till befälhavare över Saudiarabiska nationalgardet, en post han fortfarande höll då han blev kung. Han tjänade också som vice försvarsminister, och utnämndes till kronprins när Fahd kröntes 1982. Efter att kung Fahd fick en allvarlig stroke 1995 blev Abdullah de facto härskare av Saudiarabien tills han tio år senare officiellt kröntes till kung.
Under sitt styre behöll han nära relationer med USA och Storbritannien, och köpte försvarsmateriel för 60 miljarder amerikanska dollar (ca. 495 miljarder SEK, 2015) från båda staterna. Han gav också kvinnor rätt att rösta, och att delta i Olympiska spelen. Abdullah behöll status quo under de oroligheter som uppstod i kungadömet i samband med den Arabiska våren. I november 2013 påstod en rapport från BBC att Saudiarabien kunde, om de önskade, få kärnvapen från Pakistan på grund av långtgående relationer mellan länderna.
Enligt en rapport från 2001 hade Abdullah "fyra fruar, sju söner, och 15 döttrar". Kungen hade en personlig förmögenhet som uppskattas till 18 miljarder amerikanska dollar (ca. 148 miljarder SEK, 2015), vilket gjorde honom till det tredje rikaste statsöverhuvudet i världen. Abdullah avled den 23 januari 2015, 90 år gammal, tre veckor efter att ha lagts in på sjukhus för lunginflammation. Han efterträddes av sin halvbror Salman bin Abdul Aziz.

## Utmärkelser
- Victoriakedjan,  2007
- Madrids gyllene nyckel,  juni 2007[10]
- Storkorset med kedja av Finlands Vita Ros orden,  16 oktober 2007[11]
- Kung Faisals internationella pris i islams tjänst,  2008
- Bronsvargen,  2011[12]
- Leendets orden
- Kazakstans Vänskapsorden, första graden
- Riddare av Gyllene skinnets orden
- Österrikiska republikens förtjänstorden i guld
- Storkorsriddare med kedja av Republiken Italiens förtjänstorden
- Storkedja av Godahoppsuddens orden
- İstiqlal-orden
- Umayyadorden
- Nishan-e-Pakistan
- Republiken Turkiets statsorden
- Vita örnens orden
- Riddare med storkors av Bathorden
- San Martín Befriarens orden
- Stora ordensbandet av Cederträdorden
- Storkors av Södra korsets orden
- Storkorsriddare av Republiken Italiens förtjänstorden
- Kung Abdulaziz-orden
- Darjah Yang Mulia Pangkuan Negara

[Redigera Wikidata]